# ロバート・ラスバン・ウィルソン

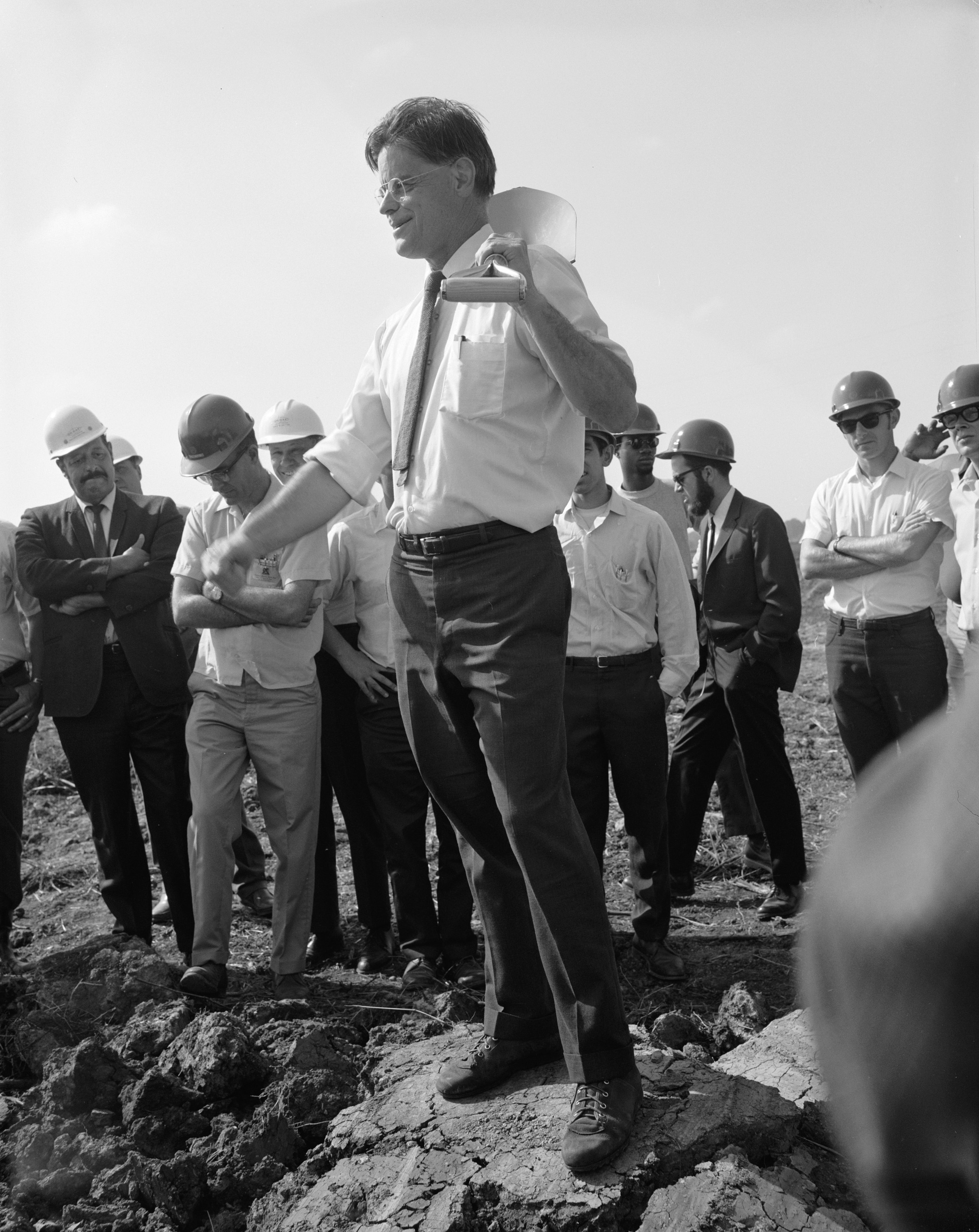
ロバート・ラスバン・ウィルソン

ロバート・ラスバン・ウィルソン（Robert Rathbun Wilson, 1914年3月4日 - 2000年1月16日）はアメリカ合衆国の物理学者。マンハッタン計画でグループリーダーを務め、フェルミ国立加速器研究所を企画、建設した。1967年から1978年まで初代の所長を務めた。

## 生涯
ワイオミング州フロンティアに生まれた。1932年にカリフォルニア大学バークレー校のアーネスト・ローレンス放射研究所に加わったが、2度解雇された。その後ヘンリー・D・スミスのもとで働くためにプリンストン大学に移った。プリンストン大学ではアイソトロンを開発した。
1943年に始まったマンハッタン計画ではサイクロトン・グループのグループリーダーを務めた。20代後半のウィルソンは実験部門で最も若いグループリーダーであった。
1947年からコーネル大学の原子核研究所で働き、CESR（Cornell Electron-positron Storage Ring）を完成させた。1967年からフェルミ国立加速器研究所の建設を主導し、1967年から1978年まで初代の所長を務めた。1978年からシカゴ大学、1982年からコロンビア大学の教授を務め、1985年にアメリカ物理学会（APS）の会長を務めた。APSは彼の功績を讃え、1987年にロバート・R・ウィルソン賞を創設した。

## 受賞歴
- 1964年 エリオット・クレッソン・メダル
- 1968年 リヒトマイヤー記念賞
- 1973年 アメリカ国家科学賞
- 1984年 エンリコ・フェルミ賞

## エピソード
彼はフェルミ国立加速器研究所で自ら設計したシンクロトロンに莫大な国家予算が使われることについて上下両院合同原子力委員会で釈明を求められたことがある。建造に反対するジョン・パスター議員が「国家防衛の観点から、この機械には何の価値もない」と主張した際にウィルソンは「この装置は直接的には国家防衛には何の関係もありません。しかし、わが国を守るべき価値のあるものにするという点ではおおいに関係があります」と反論し、予算が認められることになった。